# Itapiratins
Itapiratins est une municipalité brésilienne située dans l'État du Tocantins.